# Phénylhydroxylamine
La phénylhydroxylamine, plus précisément la β-phénylhydroxylamine, est un composé organique aromatique de formule C6H5NHOH. C'est un intermédiaire du couple rédox aniline (C6H5NH2) / nitrosobenzène (C6H5NO). La phénylhydroxylamine possède un isomère de constitution, l'α-phénylhydroxylamine ou O-phénylhydroxylamine, C6H5ONH2.

## Synthèse
La phénylhydroxylamine peut être préparée par réduction du nitrobenzène (C6H5NO2) par le zinc, en présence de chlorure d'ammonium (NH4Cl), suivie par une cristallisation. Des aiguilles jaunes se forment alors dans l'eau saturée en sels,. Elle peut aussi être préparée par hydrogénation par transfert du nitrobenzène en utilisant l'hydrazine comme source en hydrogène, et un catalyseur à base de rhodium. Le produit peut ensuite être purifié de la contamination en NaCl par extraction dans la benzène, par précipitation avec l'éther de pétrole.

## Réactions
C6H5NHOH est instable si chauffée, et en présence d'acides forts elle se réarrange facilement en 4-aminophénol. L'oxydation de la phénylhydroxylamine par le dichromate est une technique pratique pour la préparation du nitrosobenzène.
La phénylhydroxylamine se condense avec le benzaldéhyde pour former la diphénylnitrone, un dipôle 1,3 bien connu :
C6H5NHOH + C6H5CHO → C6H5N(O)=CHC6H5 + H2O
La phénylhydroxylamine peut réagir avec l'ammoniac et une source en ion NO+, par exemple le nitrite de butyle, pour former le cupferron :
C6H5NHOH + C4H9ONO + NH3 → NH4[C6H5N(O)NO] + C4H9OH